# Vitaly Komar

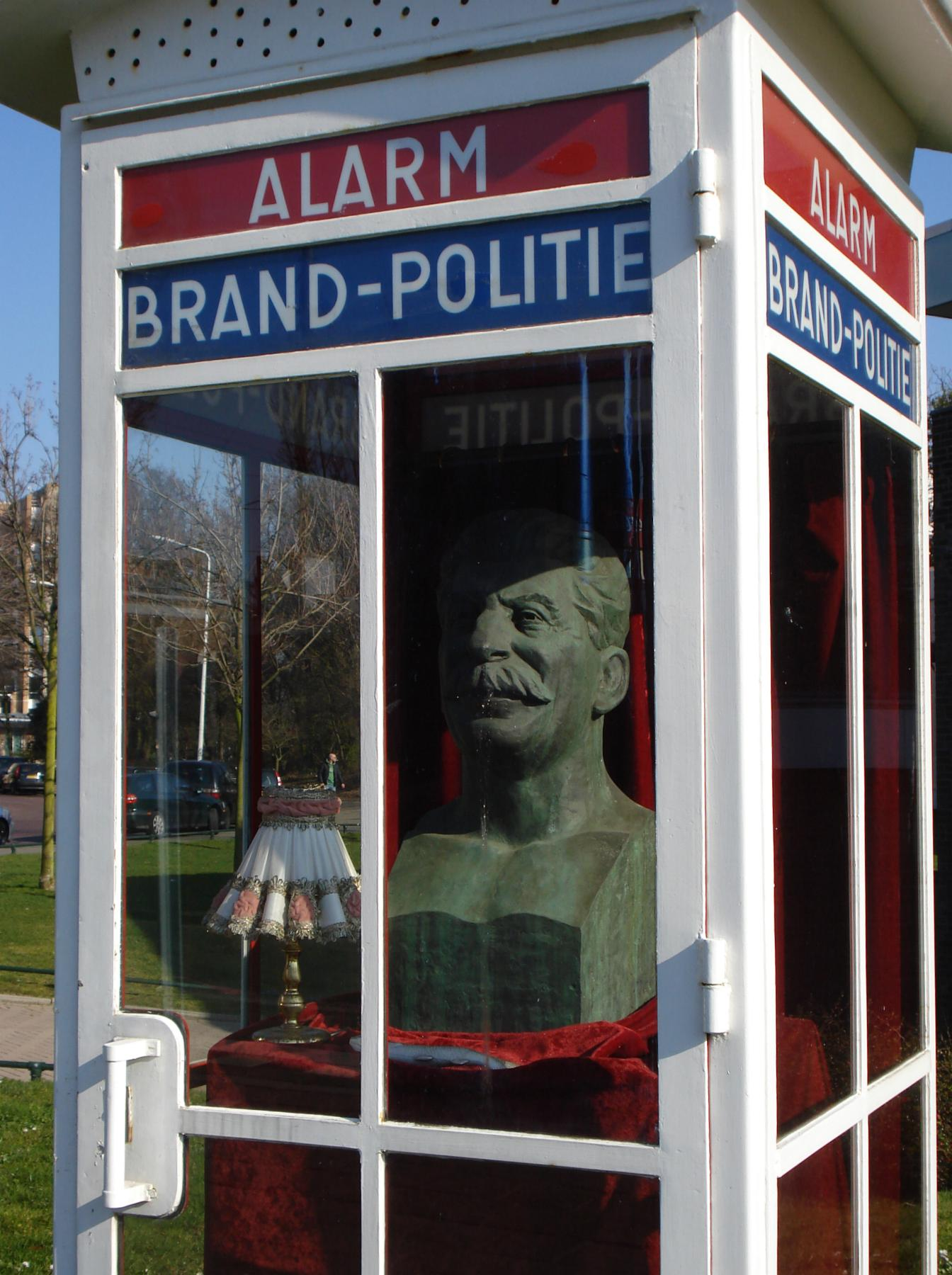
Kunstwerk „Telefooncel met Stalin“ von Vitaly Komar und Alex Melamid in Den Haag

Vitaly Komar (ursprünglich russisch Виталий Анатольевич Комар/ Witali Anatoljewitsch Komar; * 11. September 1943 in Moskau) ist ein US-amerikanischer Künstler.

## Leben
Komar besuchte die Kunstakademie Moskau (1958–1960) und das Stroganow-Institut für Kunst und Design (1962–1967).
Von 1965 bis 2003 arbeitete Komar mit Alex Melamid zusammen. Beide initiierten Soz Art, das sowjetische Pendant zum Pop Art. Gemeinsam waren sie 1987 bei der documenta 8 in Kassel die ersten russischen Künstler, die an einer Documenta teilnahmen.
Komar engagierte sich auch politisch gegen das System der Sowjetunion, verließ das Land über Israel und nahm später die US-Staatsangehörigkeit an.
In den 1990er Jahren ermittelten Komar und Melamid anhand von Meinungsumfragen die jeweils „beliebtesten“ und „unbeliebtesten“ Gemälde für verschiedene Länder und weltweit.